# Podlachië (gebied)

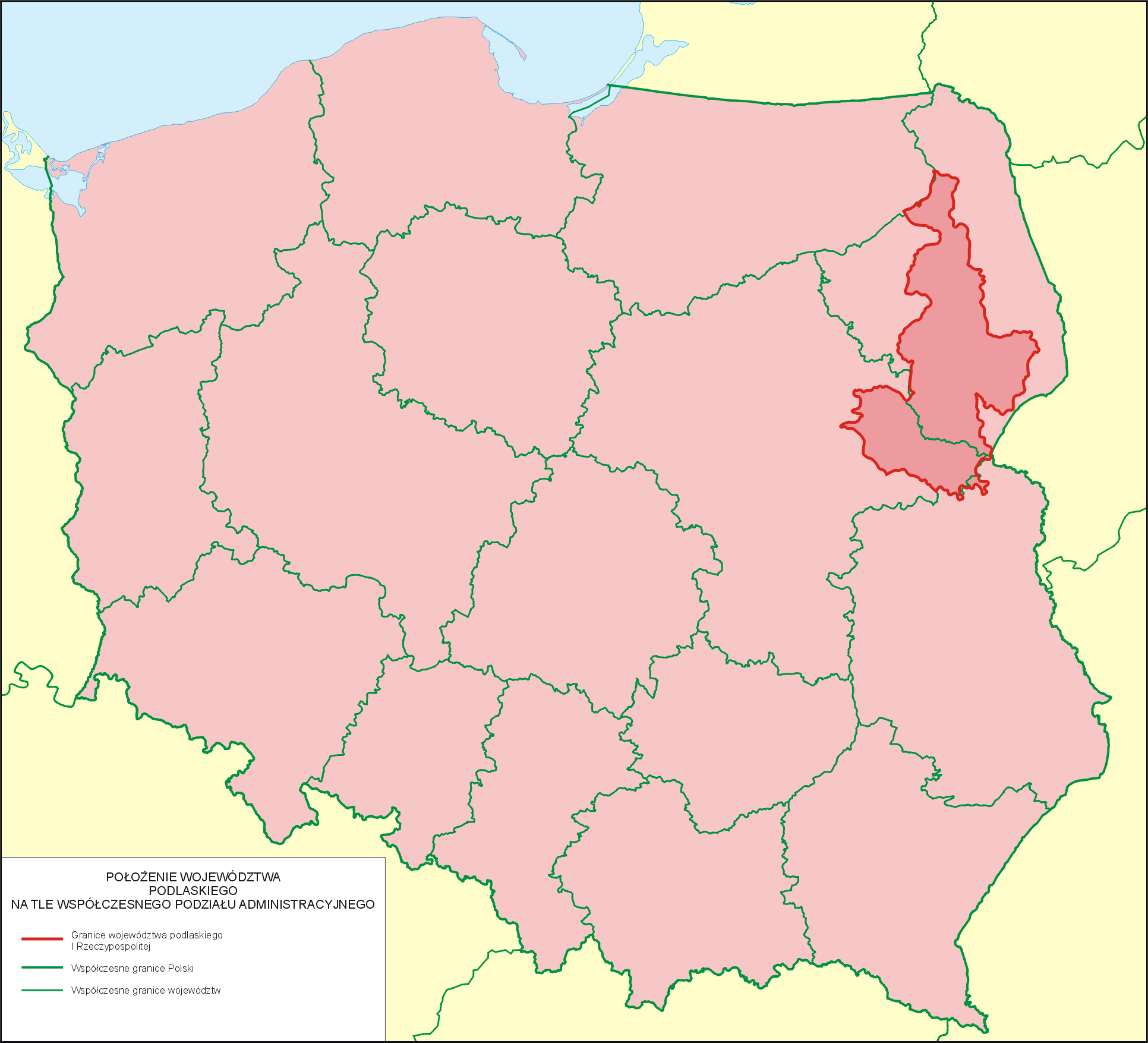
Podlachië

Podlachië of Podlasië (Pools: Podlasie, Litouws: Palenkė, Russisch: Подляшье, Witrussisch: Падляшша) is een historisch landschap in het oosten van Polen tussen de Westelijke Boeg en de Memel.
De belangrijkste steden in Podlachië zijn Białystok, Biała Podlaska en Bielsk Podlaski.
Het gebied is nu grotendeels georganiseerd in het woiwodschap Podlachië. Het zuidelijke deel van het historische Podlachië (inclusief Biała Podlaska) behoort tot het woiwodschap Lublin .
In het Pools-Litouwse Gemenebest bestond tot 1795 ook een woiwodschap Podlachië.
- Gemeinsame Normdatei: 4046396-5
- Nationale Bibliotheek van Tsjechië: ge132315
- Virtual International Authority File: 238990565